# Josep-Lluís Carod-Rovira
Pour les articles homonymes, voir Rovira.
Josep-Lluís Carod-Rovira (7 mai 1952 à Cambrils), est un homme politique espagnol catalaniste qui est le président du parti Esquerra Republicana de Catalunya (ERC) entre 2004 et 2008 et vice-président de la Généralité de Catalogne entre 2006 et 2010.